# Baulme-la-Roche
 Baulme-la-Roche  là một xã ở tỉnh Côte-d’Or trong vùng Bourgogne-Franche-Comté, phía đông nước Pháp. Khu vực này có độ cao trung bình 450 mét trên mực nước biển.